# رامون مدینا بیو

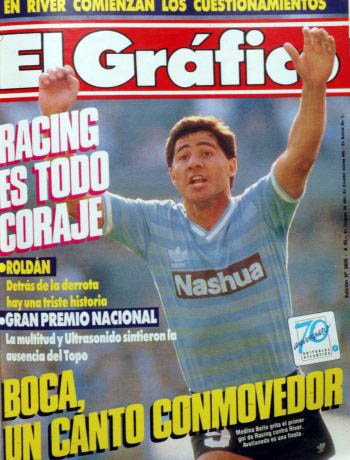
رامون مدینا بیو در سال ۱۹۸۸

رامون ایسمائل مدینا بیو (اسپانیایی: Ramón Ismael Medina Bello‎؛ زادهٔ ۲۹ آوریل ۱۹۶۶) یک بازیکن فوتبال اهل آرژانتین است.

## باشگاهی
از باشگاه‌هایی که در آن بازی کرده‌است می‌توان به ریور پلاته و باشگاه فوتبال راسینگ کلاب، یوکوهاما مارینوس اشاره کرد.

## تیم ملی
وی همچنین در تیم ملی فوتبال آرژانتین بازی کرده‌است.